# Pakistan na Letnich Igrzyskach Olimpijskich 1996
Pakistan na Letnich Igrzyskach Olimpijskich 1996 reprezentowało 24 zawodników: 23 mężczyzn i jedna kobieta. Był to 12 start reprezentacji Pakistanu na letnich igrzyskach olimpijskich.

## Skład kadry

### Boks
Mężczyźni
- Abdul Rashid Qambrani - waga papierowa do 48 kg - 17. miejsce,
- Ullah Usman - waga lekkopółśrednia do 63,5 kg - 17. miejsce,
- Abdul Rashid Baloch - waga półśrednia do 67 kg - 9. miejsce,
- Safarish Khan - waga superciężka powyżej 91 kg - 9. miejsce,

### Hokej na trawie
Mężczyźni
- Manzoor Ahmed, Muhammad Danish Kalim, Naveed Alam, Muhammad Usman, Muhammad Khalid, Muhammad Shafqat Malik, Muhammad Sarwar, Tahir Zaman, Kamran Ashraf, Muhammad Shahbaz, Shahbaz Ahmed, Khalid Mahmood, Mujahid Ali Rana, Irfan Mahmood, Aleem Raza, Rahim Khan - 6. miejsce,

### Lekkoatletyka
Kobiety
- Shabana Akhtar - skok w dal - 33. miejsce,

Mężczyźni
- Aqarab Abbas - rzut młotem - 34. miejsce,

### Pływanie
Mężczyźni
- Kamal Salman Masud - 100 m stylem motylkowym - 57. miejsce,

### Zapasy
Mężczyźni
- Bashir Bhola Bhala - styl wolny waga do 90 kg - 16. miejsce,